# مويسي برو أبانغا
مويسي برو أبانغا (بالفرنسية: Moïse Brou Apanga)‏ (مواليد 4 فبراير 1982 في أبيجان - 26 أبريل 2017) لاعب كرة قدم غابوني دولي كان يجيد اللعب في خط الدفاع . توفي إثر تعرضه لنوبة قلبية في 26 أبريل 2017 أثناء التدريبات مع فريقه نادي ليبرفيل.

## روابط خارجية
- مويسي برو أبانغا على موقع قاعدة بيانات كرة القدم.إي يو (الإنجليزية)
- مويسي برو أبانغا على موقع ناشيونال فوتبول تيمز (الإنجليزية)
- مويسي برو أبانغا على موقع Soccerway.com (الإنجليزية)